# 多隆河
多隆河（法語：Dolon，法語發音：[dɔlɔ̃]）是法国奥弗涅-罗讷-阿尔卑斯大区伊泽尔省的河流，是罗讷河的左支流，长33.4千米。